# Рієка (аеропорт)
Аеропорт Рієка (хорв. Zračna luka Rijeka) (IATA: RJK, ICAO: LDRI) —  міжнародний аеропорт міста Рієка, Хорватія. Розташований неподалік від міста Омішаль на острові Крк, за 17 км від залізничного вокзалу Рієки. Велика частина трафіку в/з аеропорту відбувається в літні місяці, коли він використовується декількома європейськими бюджетними авіакомпаніями, що перевозять туристів у північну частину узбережжя Хорватії.

## Авіакомпанії та напрямки на січень 2018
| Авіакомпанія                         | Пункт призначення                                                                              |
| ------------------------------------ | ---------------------------------------------------------------------------------------------- |
| airBaltic                            | Сезонний: Рига                                                                                 |
| Arkia                                | Сезонний: Тель-Авів-Бен-Гуріон                                                                 |
| Bulgaria Air                         | Сезонний чартер: Софія                                                                         |
| Condor                               | Сезонний: Франкфурт (відновлення 28 квітня 2018)                                               |
| Croatia Airlines                     | Сезонний: Мюнхен                                                                               |
| Czech Airlines                       | Сезонний чартер: Кошице                                                                        |
| Eurowings оператор Germanwings       | Кельн/Бонн Сезонний: Берлін–Тегель, Дюссельдорф, Гамбург, Ганновер, Штутгарт                   |
| Nordica оператор LOT Polish Airlines | Сезонний: Таллінн                                                                              |
| Norwegian Air Shuttle                | Сезонний: Осло–Гардермуен                                                                      |
| Ryanair                              | Сезонний: Брюссель-Шарлеруа, Франкфурт (з 27 березня 2018), Лондон-Станстед, Стокгольм-Скавста |
| SkyWork Airlines                     | Сезонний: Берн                                                                                 |
| SmartLynx Airlines                   | Сезонний чартер: Рига                                                                          |
| Trade Air operated by AIS Airlines   | Сезонний: Дубровник, Осієк, Спліт                                                              |
| Transavia                            | Сезонний: Ейндговен (з 5 липня 2018)                                                           |
| Small Planet Airlines                | Сезонний чартер: Варшава-Шопен, Вроцлав                                                        |

## Статистика
| Рік  | Пасажирообіг | Зміна    | Авіаційний трафік | Зміна   |
| ---- | ------------ | -------- | ----------------- | ------- |
| 2003 | 41,498       |          | 2,630             |         |
| 2004 | 51,349       | ▲23.74%  | 2,753             | ▲4.68%  |
| 2005 | 118,244      | ▲130.28% | 3,043             | ▲10.53% |
| 2006 | 166,675      | ▲40.96%  | 3,497             | ▲14.92% |
| 2007 | 160,862      | ▼3.49%   | 3,407             | ▼2.57%  |
| 2008 | 109,706      | ▼31.80%  | 2,521             | ▼26.00% |
| 2009 | 110,208      | ▲0.46%   | 2,759             | ▲9.44%  |
| 2010 | 61,478       | ▼44.22%  | 2,016             | ▼26.93% |
| 2011 | 78,890       | ▲28.32%  | 2,680             | ▲32.84% |
| 2012 | 72,762       | ▼7.77%   | 2,265             | ▼15.49% |
| 2013 | 140,776      | ▲93.47%  | 2,653             | ▲17.13% |
| 2014 | 101,939      | ▼26.82%  | 2,378             | ▼10,37% |
| 2015 | 133,564      | ▲31,02%  | N/A               | N/A     |
| 2016 | 160,000      | ▲19,79%  | 3,474             | N/A     |